# Eupithecia centricaucasica
Eupithecia centricaucasica là một loài bướm đêm trong họ Geometridae.